# Ouro Preto
Ouro Preto o Ornero è un comune del Brasile nello Stato del Minas Gerais, parte della mesoregione Metropolitana di Belo Horizonte e della microregione di Ouro Preto.
In passato città mineraria che sorgeva lungo la Strada Reale dell'Oro, snodo dei traffici coloniali di oro, pietre preziose e schiavi, oggi Ouro Preto fa parte dei Patrimoni dell'umanità dell'UNESCO grazie alla sua architettura coloniale e le sue chiese barocche. La città è stato il primo sito brasiliano ad essere inserito in questa lista, fin dal 1980.
Ouro Preto è stata la capitale del Minas Gerais dal 1720 fino alla fondazione di Belo Horizonte nel 1897.

## Geografia
Situata fra le montagne della Serra do Espinhaço, Ouro Preto ha un'altitudine media di 1.116 metri (il punto più elevato è il Pico de Itacolomi, 1.722 metri) ed è suddivisa in 12 distretti.

## Storia
Ouro Preto (letteralmente "oro nero", dall'aspetto esterno delle pietre d'oro estratte in loco) venne fondata alla fine del XVII secolo e divenne rapidamente il punto focale della corsa all'oro brasiliana del XVIII secolo. Originariamente chiamata Vila Rica, assunse l'attuale denominazione nel 1823 quando, subito dopo la nascita dell'Impero del Brasile, ricevette il titolo di città imperiale.
Presenta un'architettura coloniale particolarmente ben conservata, con chiese barocche, fra cui quella di Nostra Signora del Rosario degli Uomini Neri, in cui abbondano decorazioni auree e opere del noto architetto e scultore brasiliano Aleijadinho. In epoca coloniale le arti vennero particolarmente curate e sviluppate, grazie anche alla presenza di artisti come il pittore Mestre Ataíde, compositori come Emerico Lobo de Mesquita, poeti come Thomas Gonzaga.
Il 6 giugno 1770 fu inaugurata la Casa da Ópera de Vila Rica, oggi chiamata Teatro municipale di Ouro Preto, che è il più antico teatro ancora in funzione dell'intero continente americano.
Nel 1789 la città fu il punto di partenza della rivolta passata alla storia col nome di Inconfidência Mineira, un movimento sorto dal basso che mirava all'indipendenza dal Portogallo e alla formazione di una repubblica brasiliana. Il museo civico ospita oggi le spoglie degli "incofidentes", coloro che furono a capo della cospirazione e che vennero condannati. La piazza principale è dedicata a Joaquim José da Silva Xavier, detto Tiradentes, figura di spicco e martire del movimento, nonché eroe nazionale del Brasile, la cui testa venne esposta nella medesima piazza come monito per tutta la popolazione.
Nel 1839 venne fondata la Escola de Farmácia e nel 1876 la Escola de Minas, una scuola di ingegneria mineraria, divenuta una delle più importanti del Brasile. Ouro Preto è stata la capitale dello Stato di Minas Gerais dal 1822 al 1897, anno in cui il governo venne spostato nella nuova città di Belo Horizonte.

## Monumenti e luoghi d'interesse

### Architetture religiose
- Basilica di Nostra Signora del Pilar, costruita tra il 1728 e il 1730 per rimpiazzare il tempio più antico della città, dedicato alla Vergine del Pilar. È uno degli esempi più importanti del barocco del Minas Gerais. Oltre alle immagini di eccellente qualità, la chiesa ospita il Museo dell'argento. In un corridoio accanto al concistoro sono conservati gli archivi della chiesa, i più completi di Ouro Preto[4].
- Chiesa di San Francesco d'Assisi, rappresenta una delle più mirabili espressioni dell'architettura coloniale della fine del XVIII secolo, è considerata il capolavoro di Aleijadinho e Ataíde[4].
- Chiesa di Nostra Signora del Carmelo, la sua costruzione fu completata nel 1772 mentre le rifiniture furono terminate nel 1848[4].
- Chiesa di Nostra Signora del Rosario degli Uomini Neri, costruita nel 1785, è dedicata al santo patrono dei neri e dei mulatti e presenta il disegno più originale di tutte le chiese barocche del Minas Gerais. Presenta una pianta composta da tre ellissi intrecciate, facciata semicilindrica con un nartece a tre archi, e torri cilindriche[4].
- Chiesa Matrice di Sant'Ifigenia, costruita nel 1736[4];
- Chiesa di San Francesco da Paola
- Chiesa di Nostra Signora della Concezione, fu costruita tra il 1727 e la seconda metà del XVIII secolo. Vi sono sepolti Manuel Francisco Lisboa e suo figlio Aleijadinho. È una delle parrocchie più antiche del Minas Gerais e si distingue anche per essere una delle più grandi in termini di dimensioni e sontuosità[4].
- Chiesa di Nostra Signora della Mercede e della Misericordia
- Chiesa di San Giuseppe

### Architetture civili
- Municipio e Prigione, ospita oggigiorno Museo dell'Inconfidência. È un grande edificio monumentale con agli angoli dell'edificio si trovano statue che rappresentano la Giustizia, la Temperanza, la Carità e la Fortezza[4].
- Casa dei Conti, costruita dal commerciante d'oro João Rodrigues de Macedo e confiscato dalla Corona portoghese, che vi installò la Casa dos Contos e l'Intendência. Alcuni inconfidenti vi furono imprigionati e il poeta Cláudio Manuel da Costa fu trovato morto in una delle sue stanze. Tra il 1820 e il 1844, la casa fu ampliata e incorporò la fonderia dell'oro e la zecca, per fungere da Dipartimento del Tesoro nello stesso sito della Tesoreria Nazionale[4].
- Palazzo dei Governatori, attuale Scuola di Miniere e Metallurgia dell'Università Federale di Ouro Preto. Fu costruita sullo stesso sito della Casa de Fundição e Moeda. Nel 1735, il governatore Gomes Freire de Andrade ordinò di adattarlo alla sua nuova funzione, ripristinando la Casa de Fundição al piano terra dell'edificio, così come la Contadoria e la Junta da Fazenda, la Casa do Corpo da Guarda e la Secretaria do Governo. Il palazzo è stato la residenza ufficiale di tutti i governatori del Minas Gerais fino al 1898 e ha ospitato i due imperatori del Brasile. Quando la capitale dello Stato si trasferì a Belo Horizonte nel 1897, l'edificio divenne sede della Scuola di Miniere e Metallurgia, creata nel 1876 dall'imperatore Pedro II[4].

## Cultura

### Istruzione

#### Musei
- Museo dell'Inconfidenza, dedicato alla memoria della rivolta dell'Inconfidência Mineira e offre anche un ricco quadro della società e della cultura di Minas Gerais del periodo dell'estrazione dell'oro e dei diamanti nel XVIII secolo, tra cui opere di Athaíde e Aleijadinho. Il Museo fu istituito da Getúlio Vargas nel 1936.

#### Università
Ouro Preto è un'importante città universitaria: l'Universidade Federal de Ouro Preto (UFOP) conta più di 15.000 studenti. Molti di questi studenti vivono in quelle che si chiamano "repúblicas", case per studenti autogestite di cui 58 sono di proprietà diretta dell'università ("federais") e centinaia sono private.
Le repúblicas federais di Ouro Preto sono una realtà unica in Brasile e la loro origine va collegata alla tradizione delle repúblicas studentesche delle università portoghesi (in particolare quella di Coimbra). Ogni república ha la sua propria storia, le sue regole e costumi: in alcune, le matricole, chiamate "bixos" (dal portoghese "bichos", cioè "animali") devono sottostare a un periodo in cui vengono sottoposti a scherzi di ogni genere e a svariate mansioni, chiamato "batalha" (cioè "battaglia"), prima di essere ammessi come membri effettivi.
In passato, alcune repúblicas sono anche state oggetto di dure critiche da parte dell'opinione pubblica per i loro eccessi. Luoghi simbolo di una sub-cultura giovanile, dove regnano lo scherzo, l'allegria delle feste, la competizione e lo spirito di fratellanza, le repúblicas di Ouro Preto rappresentano da sempre un'esperienza che permette agli abitanti una convivenza unica e irripetibile, segnando la vita di molte generazioni, ex studenti che accorrono numerosi in occasione degli anniversari. Molte repúblicas aprono ben volentieri le proprie porte ai turisti, che possono così soggiornarvi a prezzi modici.

## Economia
Benché oggi il turismo sia la voce più importante nell'economia di Ouro Preto, nella città si trovano le sedi di importanti industrie metallurgiche e minerarie, come ad esempio la Alcan, la più importante compagnia di alluminio del Brasile.
Nei dintorni della città si trovano depositi di minerali come oro, ematite, ferro, bauxite, manganese, talco, marmo, dolomite, tormalina, pirite, topazi (una cui variante, il topazio imperiale, è una pietra che si trova solamente a Ouro Preto).

## Cinema
Nel 1988 fu girato a Ouro Preto il film Il dittatore del Parador in arte Jack, con Richard Dreyfuss, Sônia Braga e Raúl Juliá, ambientato fittiziamente in un immaginario stato latino-americano, il Parador, ma filmato in realtà in gran parte a Ouro Preto e parzialmente nei dintorni di Bahia.